# Олексій Тулбуре
Олексій Тулбуре (молд.  Alexei Tulbure; нар. 24 квітня 1966, Ніспорени, Молдова) — молдавський історик та дипломат. Постійний представник Молдови при ООН (2006—2008).

## Біографія
Засновник та директор Інституту усної історії Молдови, політичний аналітик та коментатор на телевізійних каналах Jurnal TV та TV7, постійний представник Молдови при ООН (2006—2008) та при Раді Європи (2002—2006), депутат парламенту Молдови (1998—2001).